# Stulpschraube

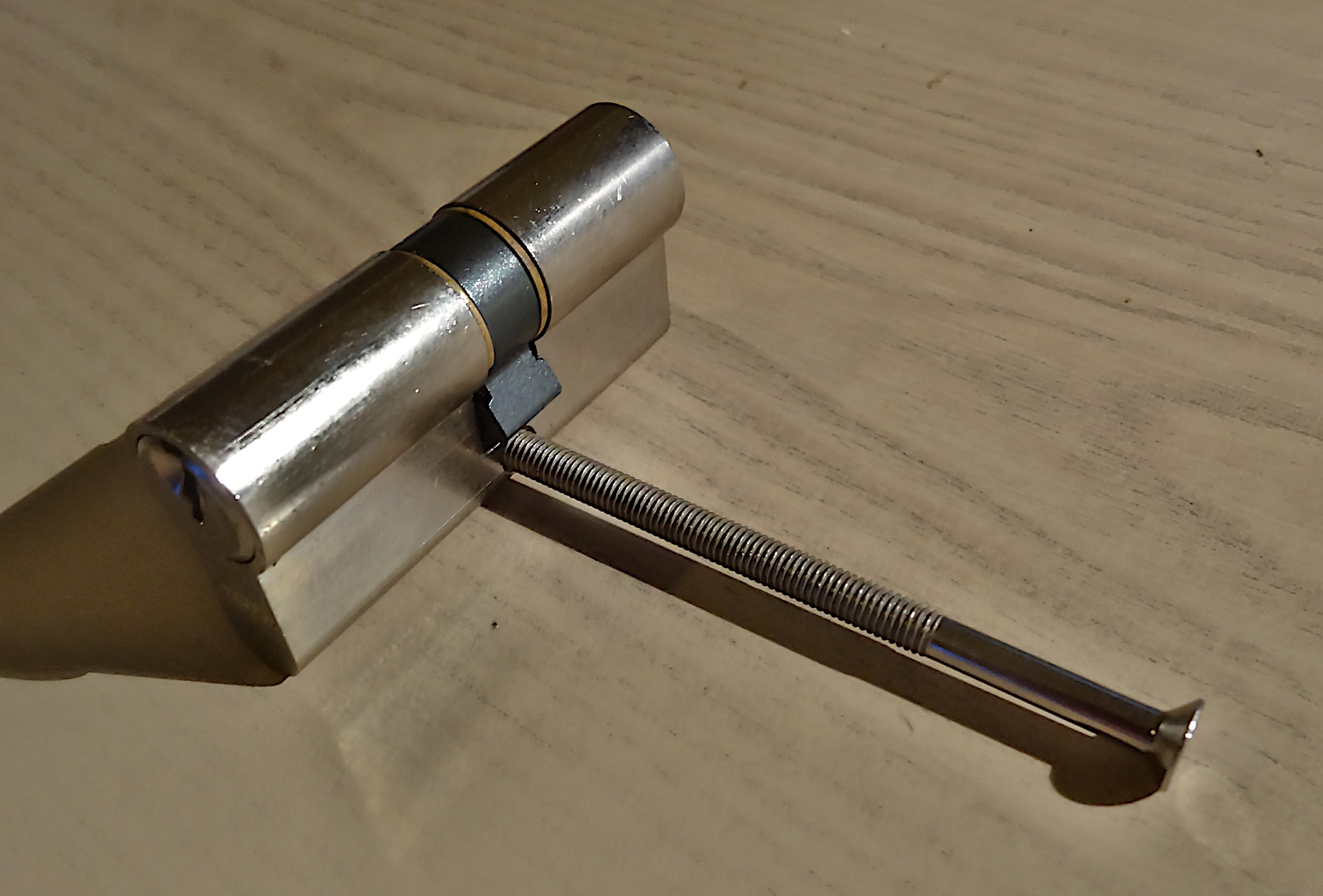
Doppelzylinder mit Stulpschraube

Als Stulpschraube (auch Zylindersicherungsschraube) bezeichnet man eine Schraube mit metrischem Gewinde und Senkkopf (Kreuzschlitz, Innensechskant oder Torx), die den Profilzylinder im Schlosskasten arretiert und somit das Herausziehen des eingebauten Profilzylinders verhindert. Die Stulpschraube wird durch den Stulp eingeschraubt und ist bei geschlossener Tür nicht zugänglich.